# Polésie Priboujskoïe
Le parc national de Polésie Priboujskoïe, (biélorusse : Прыбускае Палесьсе), est un parc naturel situé en Biélorussie. Créé le 30 mai 2003.

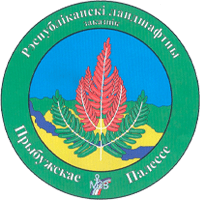
Son logo.

Il est inclus dans la réserve de biosphère transfrontière de Polésie occidentale de l'Unesco reconnue en 2012.